# Piława (Orneta)
Piława (deutsch Pillau) war ein Ort in der polnischen Woiwodschaft Ermland-Masuren. Seine Ortsstelle liegt im Gebiet der Stadt-und-Land-Gemeinde Orneta (Wormditt) im Powiat Lidzbarski (Kreis Wormditt).

## Geographische Lage
Die Ortsstelle Piławas liegt im Nordwesten der Woiwodschaft Ermland-Masuren, 36 Kilometer südöstlich der früheren Kreisstadt Braunsberg (polnisch Braniewo) bzw. 29 Kilometer westlich der heutigen Kreismetropole Lidzbark Warmiński (Heilsberg).

## Geschichte
Nach der Eroberung des Ermlandes durch den Deutschen Orden ließen sich in dem Gebiet der späteren Stadt Wormditt (polnisch Orneta) zahlreiche Zuwanderer nieder, unter anderem aus Schlesien und Westfalen. Es entstand am rechten Ufer der Drewenz (polnisch Drwęca Warmińska) die Kolonie Pillau. Ihr Name ist vom altprußischen Wort „pils“ (= „Burg“) abgeleitet. Noch bis vor 1945 wurde diese vorstädtische Ansiedlung Auf der Pillau genannt.
Die Kolonie Pillau wurde 1874 in den neu errichteten Amtsbezirk Tüngen (polnisch Bogatyńskie) im ostpreußischen Kreis Braunsberg, Regierungsbezirk Königsberg, eingegliedert.
Im Jahre 1905 zählte der Abbau Pillau der Stadt Wormditt 383 Einwohner. Wenige Jahre später wurde er in die Stadt Wormditt eingemeindet und war deren Wohnplatz bis 1945.
Mit der Abtretung des gesamten südlichen Ostpreußen 1945 in Kriegsfolge kam auch die Stadt Wormditt zu Polen. Der Ortsteil Pillau erhielt die polnische Namensform „Piława“, wurde aber in der Nachkriegszeit kaum noch erwähnt und scheint in der Stadt Orneta aufgegangen zu sein. Offiziell gilt er als untergegangen.

## Religion
Bis 1945 war Pillau kirchlich in die Stadt Wormditt einbezogen: in die römisch-katholische Pfarrei, die damals zum Bistum Ermland gehörte, und in die dortige evangelische Kirche in der Kirchenprovinz Ostpreußen der Kirche der Altpreußischen Union.

## Verkehr
Die nicht speziell gekennzeichnete Ortsstelle von Piława resp. Pillau liegt im nordöstlichen Stadtgebiet von Orneta. Bis zum Bahnhof an der Bahnstrecke Olsztyn Gutkowo–Braniewo sind es wenige hundert Meter.